# Colin Clarke
Pour les articles homonymes, voir Clarke.
Colin John Clarke (né le 30 octobre 1962 à Newry) est un footballeur nord-irlandais au poste d'attaquant.
Il a inscrit 13 buts en 38 sélections avec l'équipe d'Irlande du Nord avec laquelle il a participé à la coupe du monde 1986.
Après sa carrière de joueur qui l'a vu disputer 361 matches et inscrire 146 buts dans les différentes divisions du championnat d'Angleterre, Clarke est devenu entraîneur dans la Major League Soccer (le championnat américain).

 Il a ainsi entraîné les Richmond Kickers (1998-1999), les San Diego Flash (2000) et le FC Dallas (2003-2006).
En 2007, il a été l'entraîneur des Virginia Beach Mariners.
Il a été le sélectionneur de l'équipe de Porto Rico entre 2008 et 2010.